# 저장성
저장성(중국어: 浙江省, 병음: Zhèjiāng Shěng)은 중화인민공화국 동남부의 성이다.

## 명칭
저장 성의 명칭은 성도인 항저우(杭州)를 지나 항저우만으로 흘러드는 첸탕강의 다른 이름인 저장강에서 유래했다. “浙”이란 강물이 급하게 “꺾여(折)” 흐르다는 의미를 내포하는 고유명사이며, 특히 항저우를 지나는 구간은 “갈 지(之) 자” 모양으로 꺾여 흐른다고 해서 “즈장(之江)” 강이라는 별칭으로 부르기도 한다. 약칭으로 “浙”을 사용하며, 중국화되기 이전 이 지역 선주민을 가리키는 명칭이기도 했으며  춘추시대 이 지역의 고대국가의 명칭이었던 중국어: 越, 병음: Yuè 위에/월[*]을 약칭으로 쓰기도 한다. 예를 들어 “중국어 정체자: 越劇, 병음: Yuèjù 월극[*]”이라고 하면 저장 지방의 가극을 가리킨다.

## 역사
첸탄장 강 유역에서는 황허 강 유역과는 독립적으로 별도의 신석기 문명이 발달했으며 주(周)나라 초기까지 황허 강 유역의 문화권과는 동떨어진 지역이었다. 춘추 시대에 이 지역에 살던 민족이 오늘날 샤오싱(紹興)을 중심으로 월(越)나라를 세웠으며 주나라의 책봉을 받았다. 월은 구천(勾踐)왕 시대에 경쟁관계에 있던 오(吳)나라를 멸망시켰다(기원전 473년). 이후 전국 시대에 남방 지역의 강자로 부상한 초(楚)나라에 복속되었으며(기원전 333년), 기원전 221년 진(秦)나라가 중국을 통일함에 따라 제국의 판도에 편입되었다.
삼국시대에는 손(孫)씨의 오나라가 이 지역에 성립되어 촉(蜀), 위(魏)와 경쟁했다. 이어진 남북조시대에는 남조 왕조들의 강역에 포함되었다. 이 시기에 북방 지역으로부터 대규모 이민이 이루어지면서 문화적으로도 중국화가 본격적으로 진행되었다. 당(唐)나라와 송(宋)나라 사이의 오대십국 시대에 이 지역에는 오월(吳越)국이 세워졌다. 오대십국 시대는 남조 시대 이래로 발전해 온 장강 이남의 ‘강남(江南)’ 지역이 경제적으로 황허 강 유역의 북방 중국을 압도하기 시작한 시기로, 짧은 기간이었지만 오월국은 크게 번성하여 한때 전성기에는 조세를 바치는 가구수가 55만 호에 이르렀다.
남송(南宋) 시대에 임안(臨安, 오늘날의 항저우)이 수도가 되면서 이 지역은 더욱 발전했으며, 명(明), 청(淸) 시대에 저장 성 북부 지역은 장쑤성 남부 지역과 더불어 제국의 경제, 문화, 학술의 중심지가 되었다. 명나라 때부터 ‘저장’이란 이름로 불리기 시작했으며 오늘날에 이른다.

## 지리

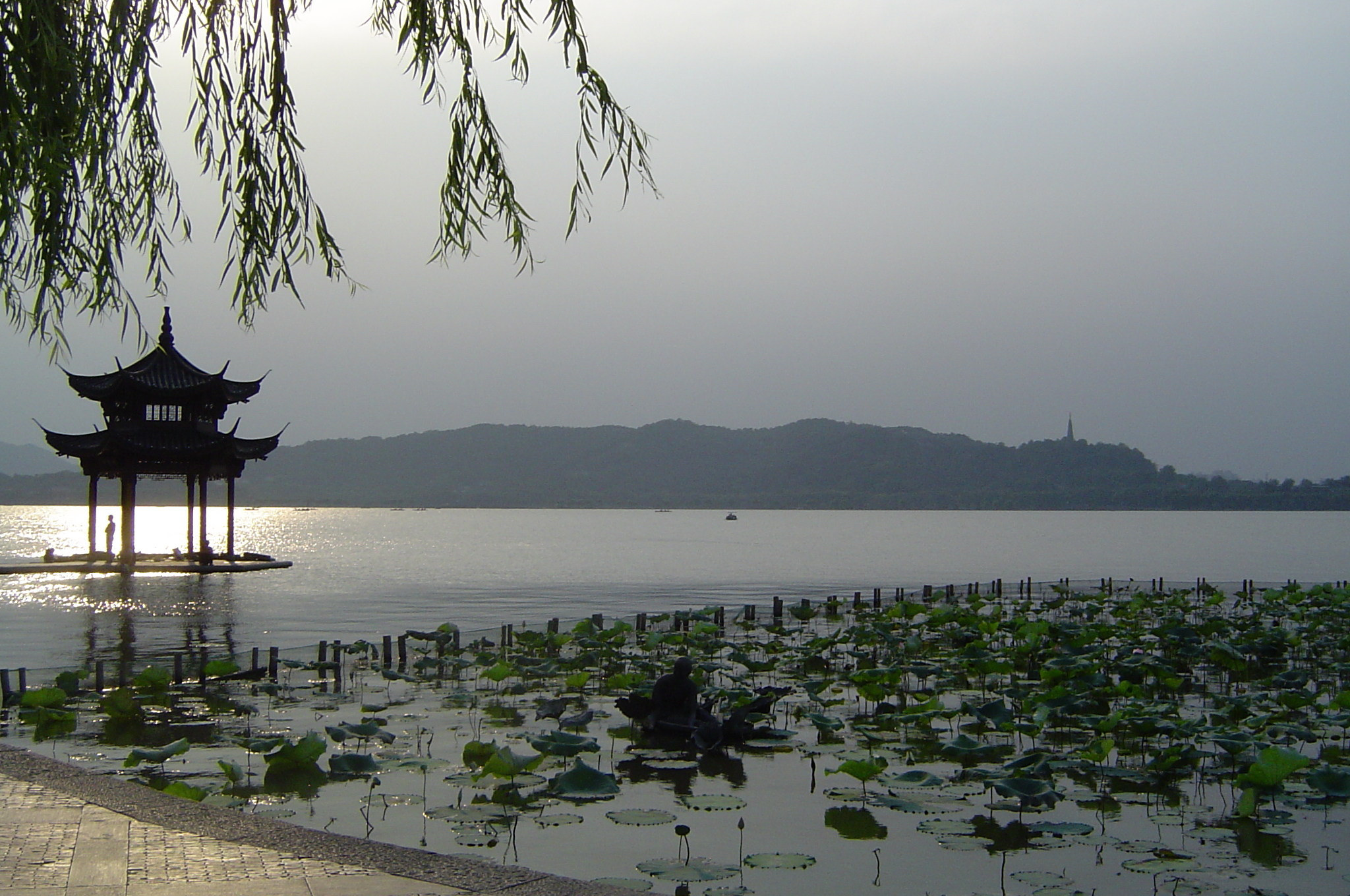
항저우의 시후

저장 성은 북으로 상하이시, 장쑤성, 서로는 안후이성, 장시성, 남으로는 푸젠성과 접하고 있다. 동으로는 바다와 면하고 있으며 항저우만은 중국 최대의 해만(海灣)이다. 3,000여 개의 도서가 속해 있어 중국에서 가장 섬이 많은 성이다. 저우산 군도의 주 섬인 저우산섬은 하이난섬, 충밍섬에 다음으로 큰 섬이다.
전 성 면적의 70%가 산지와 구릉으로 톈타이산 등의 산악 지형이 성 전체에 분포한다. 대부분 지역은 해발 200-1,000m 사이에 위치한다. 주요 평원은 성 북부 항저우-자싱-후저우 지역의 평야로 장강 삼각주 평원의 일부를 이룬다. 그밖에 해안 지역과 주요 하천 유역에 평야와 분지가 분포한다. 첸탕강, 어우강이 주요 하천이며, 항저우의 시후가 대표적 호수다.

## 기후
아열대 계절풍 기후대에 속하며 네 계절이 분명한 편이다. 봄은 비가 많고 날씨 변화가 심하며, 긴 여름은 무덥고 습하다. 가을 날씨는 온난하고 건조한 편이며 겨울은 짧은데 북부 지방의 경우 다소 춥다. 1월 평균 기온 2-8 °C, 7월 평균 기온 27-30 °C이다. 연 강우량은 지역에 따라 1,000-1,900mm, 초여름에 장마가 있으며, 늦여름에는 태풍이 잦다.

## 행정 구역
11개 지급 행정구역과 89개의 현급 행정구역(37개 시할구, 19개 현급시, 32개 현, 1개의 자치현)을 관할한다.
| 저장 성의 행정구역   | 저장 성의 행정구역 | 저장 성의 행정구역 | 저장 성의 행정구역 | 저장 성의 행정구역 | 저장 성의 행정구역 | 저장 성의 행정구역 |
| -------------------- | ------------------ | ------------------ | ------------------ | ------------------ | ------------------ | ------------------ |
|                      |                    |                    |                    |                    |                    |                    |
| 이름                 | 한자               | 병음               | 면적 (Km2)         | 인구 (2010년)      | 시청소재지         |                    |
| 부성급시             |                    |                    |                    |                    |                    |                    |
| 항저우시 (항주시)    | 杭州市             | Hángzhōu Shì       | 16,840.75          | 8,700,400          | 궁수 구            |                    |
| 닝보시 (영파시)      | 宁波市             | Níngbō Shì         | 9,816.23           | 7,605,700          | 하이수 구          |                    |
| 지급시               |                    |                    |                    |                    |                    |                    |
| 후저우 시 (호주시)   | 湖州市             | Húzhōu Shì         | 5,818.44           | 2,893,500          | 우싱 구            |                    |
| 자싱 시 (가흥시)     | 嘉兴市             | Jiāxīng Shì        | 4,008.75           | 4,501,700          | 난후 구            |                    |
| 진화 시 (금화시)     | 金华市             | Jīnhuá Shì         | 10,926.16          | 5,361,600          | 우청 구            |                    |
| 리수이 시 (여수시)   | 丽水市             | Líshuǐ Shì         | 17,298.00          | 2,117,000          | 롄두 구            |                    |
| 취저우 시 (구주시)   | 衢州市             | Qúzhōu Shì         | 8,841.12           | 2,122,700          | 커청 구            |                    |
| 사오싱 시 (소흥시)   | 绍兴市             | Shàoxīng Shì       | 8,279.08           | 4,912,200          | 웨청 구            |                    |
| 타이저우 시 (태주시) | 台州市             | Tāizhōu Shì        | 10,083.39          | 5,968,800          | 자오장 구          |                    |
| 원저우 시 (온주시)   | 温州市             | Wēnzhōu Shì        | 12,255.77          | 9,122,100          | 루청 구            |                    |
| 저우산 시 (주산시)   | 舟山市             | Zhōushān Shì       | 1,378.00           | 1,121,300          | 딩하이 구          |                    |

## 인구
| 연도    | 인구       | ±%     |
| ------- | ---------- | ------ |
| 1912    | 21,440,000 | —      |
| 1928    | 20,643,000 | −3.7%  |
| 1936-37 | 21,231,000 | +2.8%  |
| 1947    | 19,959,000 | −6.0%  |
| 1954    | 22,865,747 | +14.6% |

| 연도 | 인구       | ±%     |
| ---- | ---------- | ------ |
| 1964 | 28,318,573 | +23.8% |
| 1982 | 38,884,603 | +37.3% |
| 1990 | 41,445,930 | +6.6%  |
| 2000 | 45,930,651 | +10.8% |
| 2010 | 54,426,891 | +18.5% |

저장 성의 인구는 2004년 기준, 4720만 명으로 중국의 성급 행정구 가운데 열한 번째로 많은 숫자다. 인구밀도는 464/km2로 전국 8위이며 도시화 정도가 높은 북부 지역의 인구밀도가 높다. 소수민족의 비율이 매우 낮은 지역에 속해 한족이 인구의 99.2%를 차지한다. 성의 남부 푸젠 성과의 접경 지역에 분포하는 서족(0.4%)이 지역 내 주요 소수민족이다.

## 경제
저장 성은 장쑤성과 함께 예로부터 “물고기와 쌀의 고장(魚米之鄕)”이라 불렸다. 항저우만 남안의 평원 지대에서는 기원전 4000년 전에 이미 논을 만들어 벼를 재배했던 흔적이 발견되었다. 오늘날에도 저장 성의 가장 중요한 작물은 벼이며 그 다음 자리를 밀이 차지하고 있다. 굴곡이 큰 해안과 수많은 도서를 가지고 있는 북부 저장 지역은 고대 중국의 해양 문화의 중심 지역 가운데 하나였으며 오늘날 중국 어업 생산의 중심 지역이다. 민물 수자원이 풍부한 항저우 일대에는 민물 어업과 양식업도 발달했다. 저장 성은 중국의 주요 차(茶) 산지 가운데 하나이기도 한데, 항저우의 롱징 차는 세계적으로 유명하다. 또한 장쑤성에 이어 전국 2위의 비단 생산지이다.
저장 성의 공업은 일상잡화, 전자제품, 직물 등을 생산하는 경공업이 중심이 되어 있다. 이 지역은 명청대에 수공업과 상업이 발달한 지역이었으며 중화민국 수립 이후에는 국민당의 지원 하에 근대적 공업이 발달했다. 중화인민공화국 수립 이후에는 공산당이 주도한 중공업 위주의 경제 발전에서 다소 소외되었다. 저장 성이 국민당의 주요 기반 지역으로 공산당이 이 지역의 자본주의적 관계를 가능한 한 억제하려 했기 때문이기도 하며, 냉전 시기에 중국이 주요 산업 시설을 내지로 이동시킨 때문이기도 하다. 그 결과 개혁개방 이후 저장 성에는 지역 경제를 이끌만한 대규모 사업장이 많지 않았다. 시장경제를 발전시키기 위한 중앙 정부의 지원이 광둥성 선전과 상하이에 집중적으로 이루어진 가운데 저장 성은 그 잠재력에도 불구하고 정책적 지원으로부터 소외되었다.
그렇지만 명청대 발달했던 수공업-상업 전통의 저력을 토대로 저장 성에서는 소자본을 투자하여 소규모 작업장에서 값싼 가격으로 다양한 종류의 일상 생활용품을 생산하여 유통시키는 방식의 사업들이 민간 주도로 번창하기 시작했다. 그 결과 저장 성은 200명 가운데 한 명이 사장이라고 할 정도로 소자본 창업이 번창하게 되었다. 개혁개방 초기에 일상잡화 밀매매 시장으로 출발한 저장 성 중부의 이우 시와 같은 도시는 전 세계로부터 바이어들을 끌어들이는 소상품의 집산지로 발전했다.
저장 성 남부의 원저우를 중심으로 흥성하기 시작한 이와 같은 사업 모델을 통상 “원저우 모델” 혹은 “저장 모델”이라고 한다. 소자본 창업의 장려, 시장 적응성이 뛰어난 소규모 사업체 위주의 경영, 우수한 저임금 노동인력을 이용한 내수와 수출을 위한 다품종 대량 생산 등을 특징으로 한 “원저우 모델”은 오늘날 저장 성의 눈부신 경제 발전의 원동력이 되었다. 그러나 일부 경제학자들은 이 같은 모델로는 자본과 기술의 집약 및 고효율을 요구하는 추세에 충분히 부응할 수 없으리라는 우려의 의견을 내놓고 있다.
닝보, 원저우, 타이저우와 저우산은 주요 항구로 중국의 수출입에서 차지하는 비중이 점차 커지고 있다. 2008년 5월 1일 항저우만을 가로질러 상하이와 저장 성을 잇게 될 36km의 세계 최장의 해상교량(항저우만 대교)이 완성되어, 이 지역의 경제는 더욱 활기를 띠게 될 것으로 전망된다.
저장 성은 문화, 관광 자원이 또한 풍부하다. 성도인 항저우와 샤오싱, 닝보 등지는 찬란한 문화유산을 간직한 곳들로 많은 국내외의 관광객이 찾고 있다. 푸퉈 산, 톈타이 산 등은 불교의 성지로 유명하며 역시 많은 이들의 발길을 끌고 있다. 최근에는 운하 주변 혹은 산간의 오래된 마을(古鎭)을 관광지로 개발하는 사례가 늘고 있다.
2008년에 저장 성 도시 지역의 일인당 연간 순소득은 22,727위안(US$3,328)에 달했으며 이는 전해 대비 5.4% 증가한 수치이다. 같은 해 농촌 지역의 일인당 연간 순소득은 9,258위안(US$ 1,355)에 달했다. 2008년 전 성의 명목 GDP는 2조 1,500억 위안 (US$3148억)으로 1인당 GDP는 42,214위안(US$6,181)인 가운데 1, 2, 3차 산업이 각각 1,095억 위안(160억 달러), 1조 1,580억 위안(1,695억 달러), 8,881억 위안(1,300억 달러)이었다.

## 문화

### 언어
저장은 산이 많고 이러한 이유로 많은 개별적인 지역 문화가 발달하게 되었다. 언어학 적으로 저장에서는 아주 다양한 언어가 사용된다. 저장의 주민들은 중국어의 한 갈래인 우어를 사용하나 우어는 지역 별로 매우 다양하다. 특히 남부에서는 한 계곡에서 불과 몇 km 떨어진 다른 계곡만 가도 서로 의사소통이 불가능하다. 경계 지대에서는 우어가 아닌 다른 방언도 사용되는데 안후이와의 경계에서는 만다린어와 후이어가 사용되고 푸젠과의 경계에서는 민어가 사용된다. 역사적으로 더 편한 의사소통을 위한 수많은 링구아 프랑카가 있었다. 항저우, 샤오싱, 닝보에서 사용되는 방언들이 이러한 역할을 해왔다. 중화인민공화국이 세워진 이래로 어떠한 지역 언어와도 상호 이해가 불가능한 만다린어는 중국의 표준어로써 장려되었다. 결과적으로 인구의 대부분은 만다린 어를 말하고 이해할 수 있게 되었다. 도시 지역은 농촌 지역에 비해 만다린 어를 더 유창하게 구사하는 편이다. 그럼에도 불구하고 만다린 어를 말하는 과정에서 이 지역의 모든 사람들에게 저장 성 특유의 억양을 발견할 수 있다.